# 프랭크 켈리
프랭크 켈리(Frank Kelly, 1938년 12월 28일 ~ 2016년 2월 28일)는 아일랜드의 각본가, 연극 배우, 영화배우, 가수, 저널리스트, 텔레비전 배우이다.
더블린에서 사망하였다. 사인은 심근 경색이다.

## 영화
- 터닝 그린 (2005년)
- 라이벌 (2003년) - 존 스미스 역
- 카우보이 앤 엔젤스 (2003년)
- 보이스 프럼 카운티 클레어 (2003년)
- 에블린 (2002년)
- 마우스 파파 (2000년)
- 서티 파이브 어사이드 (1995년)
- 작은 영웅들 (1994년)
- 영웅 (1988년)